# Aeroporto di Stavropol'-Špakovskoe
L'aeroporto di Stavropol'-Špakovskoe è un aeroporto internazionale situato a 10 km ad est di Stavropol', nella regione Territorio di Stavropol', in Russia europea.

## Strategia
L'aeroporto internazionale di Stavropol' è una base e lo hub della compagnia aerea russa Kavminvodyavia che gestisce l'aeroporto dal 1999.
Oltre alla struttura aeroportuale civile all'aeroporto è stata presente una piccola base militare per l'addestramento aeronautico dovo sono stati dislocati dei MiG-23.

## Dati tecnici
L'aeroporto di Stavropol' è l'aeroporto civile internazionale di seconda classe (classe B). La lunghezza della pista attiva è di 2.600 m х 48 m. La pista aeroportuale è certificata secondo la categoria meteo II dell'ICAO.
La pista dell'aeroporto è equipaggiata per i seguenti tipi degli aerei civili: Antonov An-24, Antonov An-26, Antonov An-74, Airbus A319, Airbus A320, ATR 42, Boeing 737-200/-500, Bombardier CRJ-200, Ilyushin Il-76, Tupolev Tu-134, Tupolev Tu-154, Tupolev Tu-204, Yakovlev Yak-40, Yakovlev Yak-42 e di tutti gli aerei di classe inferiore.
Il piazzale aeroportuale attualmente dispone di 14 posti di parcheggi per gli aerei di medie dimensioni.
La capacità attuale del Terminal passeggeri dell'aeroporto Špakovskoe è di 200 passeggeri/ora. Il certificato aeroportuale prevede attualmente la possibilità di gestire 18 voli al giorno, inclusi 6 voli internazionali.

## Collegamenti con Stavropol'
Terminal aeroportuale è facilmente raggiungibile dalla Stazione di Stavropol' delle Ferrovie russe e dall'Autostazione di Stavropol' con la linea no.120 del trasporto pubblico municipale.